# Júlio Castro Caldas
Júlio de Lemos de Castro Caldas (ur. 19 listopada 1943 w Arcos de Valdevez, zm. 4 stycznia 2020) – portugalski prawnik i polityk, adwokat, deputowany, w latach 1999–2001 minister obrony narodowej.

## Życiorys
Ukończył w 1964 studia prawnicze na Uniwersytecie Lizbońskim. Praktykował jako adwokat. Współtworzył think tank SEDES. W pierwszej połowie lat 80. z ramienia Partii Socjaldemokratycznej był deputowanym do Zgromadzenia Republiki I i II kadencji. W latach 1993–1999 był przewodniczącym Adwokatury Portugalskiej.
Od 25 października 1999 do 3 lipca 2001 był ministrem obrony narodowej w tworzonym przez Partię Socjalistyczną rządzie premiera Antónia Guterresa. Od 2001 do 2012 był członkiem Conselho Superior do Ministério Público (rady najwyższej prokuratury).